# Netz- und Systemregeln der deutschen Übertragungsnetzbetreiber
Die Netz- und Systemregeln der deutschen Übertragungsnetzbetreiber, kurz Gridcode oder Transmissioncode genannt, sind ein Regelwerk der deutschen Übertragungsnetzbetreiber für den Zugang zum deutschen Verbundnetz. Hier sind die technischen Mindestanforderungen und die Verfahrensweise für den Anschluss und den Parallelbetrieb von Erzeugungsanlagen am Hoch- und Höchstspannungsnetz festgelegt. Die Regeln dienen den Errichtern und Betreibern solcher Anlagen ebenso wie den Netzbetreibern als Planungsunterlage und Entscheidungshilfe.

## Ziele und Geltungsbereich
Durch die Regeln soll gewährleistet sein, dass der Netzzugang als Voraussetzung für einen freien Markt – wie vom EnWG gefordert – offen, diskriminierungsfrei und transparent erfolgen kann. Ziel der Regeln ist es, auch bei veränderlicher oder bisweilen sogar stark fluktuierender Einspeisung mit dezentraler Organisation dennoch die Stabilität des Netzes und somit die Zuverlässigkeit und die technische Qualität der Stromversorgung für die Nutzer zu gewährleisten.
Die Regeln gelten für alle Arten von Anlagen, die Strom in das Verbundnetz einspeisen, wobei nach Leistungskapazität der Anlagen unterschieden wird: größere Kraftwerke und Kuppelleitungen zu benachbarten Netzen ebenso wie kleinere Erzeugungsanlagen (Blockheizkraftwerke, Windkraftanlagen, Photovoltaikanlagen, …).
Die Regeln gelten zwar nur für das deutsche Netz, da dieses aber in das Europäische Verbundnetz eingebunden ist, wurden auch die technischen Anforderungen des Verbandes Europäischer Übertragungsnetzbetreiber (ENTSO-E, vormals UCTE) berücksichtigt.

## Geschichte
Die Notwendigkeit für ein entsprechendes Regelwerk entstand 1998 aufgrund einer Neufassung des Energiewirtschaftsgesetzes (EnWG), durch welche eine Liberalisierung der Strommärkte und eine organisatorische Trennung von Stromerzeugung-, -transport und -verteilung bewirkt wurde.
Eine erste Version des Regelwerkes trat Mitte 1998 unter dem Titel Kooperationsregeln für die deutschen Übertragungsnetzbetreiber in Kraft. Die Regeln wurden vom damaligen Verband der deutschen Übertragungsnetzbetreiber, der Deutschen Verbundgesellschaft (DVG), als technische Ergänzung zur ersten Verbändevereinbarung (VV I) erarbeitet.
Mit der neuen Version der Verbändevereinbarung („VV II“) wurden im Jahr 2000 auch die technischen Regeln überarbeitet („GridCode II“ oder „GridCode 2000“).
Im Jahr 2003 wurde der GridCode 2000 vom Verband der Netzbetreiber (VDN), der Nachfolgeorganisation der DVG, überarbeitet und unter der neuen Kurzbezeichnung „TransmissionCode 2003“ veröffentlicht. Die Änderung der Kurzbezeichnung erfolgte zur Abgrenzung von den technischen Regeln für den Zugang zu Verteilungsnetzen („DistributionCode 2003“).
Im Jahr 2007 wurden die Regeln erneut revidiert („TransmissionCode 2007“).
Derzeit (Stand Ende 2011) arbeitet der Verband Europäischer Übertragungsnetzbetreiber (ENTSO-E) an einem Entwurf für einen neuen Network Code auf europäischer Ebene. Hierbei sollen Vorgaben aus verschiedenen europäische Richtlinien und Direktiven berücksichtigt und umgesetzt werden. Mit seinem Inkrafttreten (2016) stellt der europäische Network Code eine Richtlinie für die deutschen Regelwerke.

## Inhalte
Die Regeln beschreiben detailliert die technischen Anforderungen und die Verfahrensweise, gegliedert in die folgenden Abschnitte:
1. Im Abschnitt „Anschlussbedingungen“ wird spezifiziert, welche technischen Fähigkeiten eine Erzeugungsanlage aufweisen muss und welche Beiträge sie liefern können muss, damit sie an das Netz angeschlossen werden kann. Dies betrifft unter anderem die Abgaben von Wirk- und Blindleistung, den Beitrag zur Frequenzhaltung/-stützung (Primär- und Sekundärregelung und Minutenreserve) und zur Spannungsregelung. Weiterhin soll sichergestellt werden, dass Störungen in der Erzeugungsanlage sich nicht auf das Netz auswirken (Netzschutz) und dass umgekehrt die Erzeugungsanlage bei Störungen im Netz zur Stabilisierung und zum Wiederaufbau des Netzes beiträgt (Lastabwurf und Abfangen auf Inselbetrieb, Schwarzstartfähigkeit, …). Auch die technischen Aspekte der Abrechnung werden hier behandelt (Stromzähler, …)
2. Im Abschnitt „Netznutzung“ werden die technischen Aspekte der Durchleitung behandelt (Übertragungsverluste, Engpässe, Behandlung von EEG-Strom, …).
3. Im Abschnitt „Systemdienstleistungen“ werden die Dienstleistungen beschrieben, die der Netzbetreiber zusätzlich zur Durchleitung der Energie erbringen muss, um die Qualität der Versorgung zu sichern, insbesondere Frequenz- und Spannungshaltung, Netzwiederaufbau nach Störungen und Betriebsführung.[3]
4. Im Abschnitt „Netzausbau“ wird beschrieben, wie der Betreiber das Netz hinsichtlich seiner Kapazität und seiner Architektur aufbauen sollte, um eine möglichst geringe Fehleranfälligkeit und somit eine hohe Versorgungssicherheit zu erreichen. Eine zentrale Rolle spielt hier die N-1-Regel, durch welche eine Redundanz für den Ausfall von Komponenten vorgegeben wird.
5. Im Abschnitt „Systembetriebsplanung und Systemführung“ ist festgelegt, welche koordinierenden und organisatorischen Aufgaben der Netzbetreiber zwischen der verschiedenen Erzeugern einnimmt. Dies sind beispielsweise die Festlegung der täglichen Lastfahrpläne, die zeitliche Abstimmung der Revisionszeiträume großer Kraftwerke, die technische Organisation von Lastverteilerzentralen zur Netzführung und zur Frequenz- und Spannungshaltung sowie die Zählung und Verrechnung der eingespeisten und durchgeleiteten Energie.[3]